# Dercil·lides
|  | Per a altres significats, vegeu «Dercil·lides (desambiguació)». |

Dercil·lides (en llatí Dercyllidas, en grec antic Δερκυλλίδας "Derkyllídas") fou un militar espartà. Xenofont diu que portava el renom de Scythus, i Ateneu de Nàucratis diu que era Sisyphus. Segurament el segon és una confusió.
A la primavera del 411 aC va ser enviat a l'Hel·lespont per instigar la revolta de les ciutats de la regió contra Atenes i va aconseguir dominar Abidos i Làmpsac, encara que els atenencs, dirigits per Estrombíquides, van recuperar Làmpsac de forma gairebé immediata.
El 399 aC va substituir Tibró en el comandament de l'exèrcit utilitzat per protegir els grecs d'Àsia contra Pèrsia, i va jugar hàbilment amb la rivalitat entre els sàtrapes Farnabazos II i Tisafernes, i després de signar un acord amb al segon, va marxar contra l'altre. Dercil·lides tenia una especial enemistat amb Farnabazos que l'havia derrotat un temps endarrere quan era governador d'Abidos sota ordres de Lisandre. Va conquerir nou ciutats en 8 dies junt amb els tresors de Mània, la darrera satrapessa de la província. Finalment va ajustar una treva amb Farnabazos i es va retirar a Bitínia a passar l'hivern, on va mantenir el seu exèrcit a base de saquejos.
A la primavera del 398 aC va sortir de Bitínia i es va trobar a Làmpsac amb els enviats espartans que li van comunicar que el seu comandament continuava un any més i que el govern estava satisfet amb la disciplina de les seves tropes en comparació al que passava sota Tibró.
Assabentat que algunes ciutats gregues del Quersonès traci havien enviat ambaixadors a Esparta per demanar ajut contra els bàrbars tracis, va renovar la treva amb Farnabazos, va creuar a Europa i va construir un mur de protecció a la península del Quersonès. Llavors va assetjar Atarneu de la que s'havien apoderat alguns exiliats de Quios i el seu general Dracó de Pel·lene la va ocupar després d'una obstinada defensa. Es va erigir així en defensor de les ciutats gregues.
El 397 aC les ciutats jòniques van enviar ambaixadors a Esparta aconsellant un atac a Cària per assegurar la independència de les ciutats gregues. Els èfors van ordenar a Dercil·lides d'atacar a Tisafernes i Farnabazos però aquestos van unir les seves forces; abans de cap enfrontament es van establir negociacions on Dercil·lides va exigir la independència de les ciutats gregues i els sàtrapes la retirada dels espartans. Es va signar una treva provisional a l'espera de la decisió del rei de Pèrsia.
El 396 aC Agesilau va creuar a l'Àsia i va comissionar a Dercil·lides a concertar un acord amb Tisafernes, després del qual sembla que va tornar a Esparta.
El 394 aC va ser l'encarregat de portar notícies de la batalla de Corint a Agesilau, al que va trobar a Amfípolis.